# Céramique maya

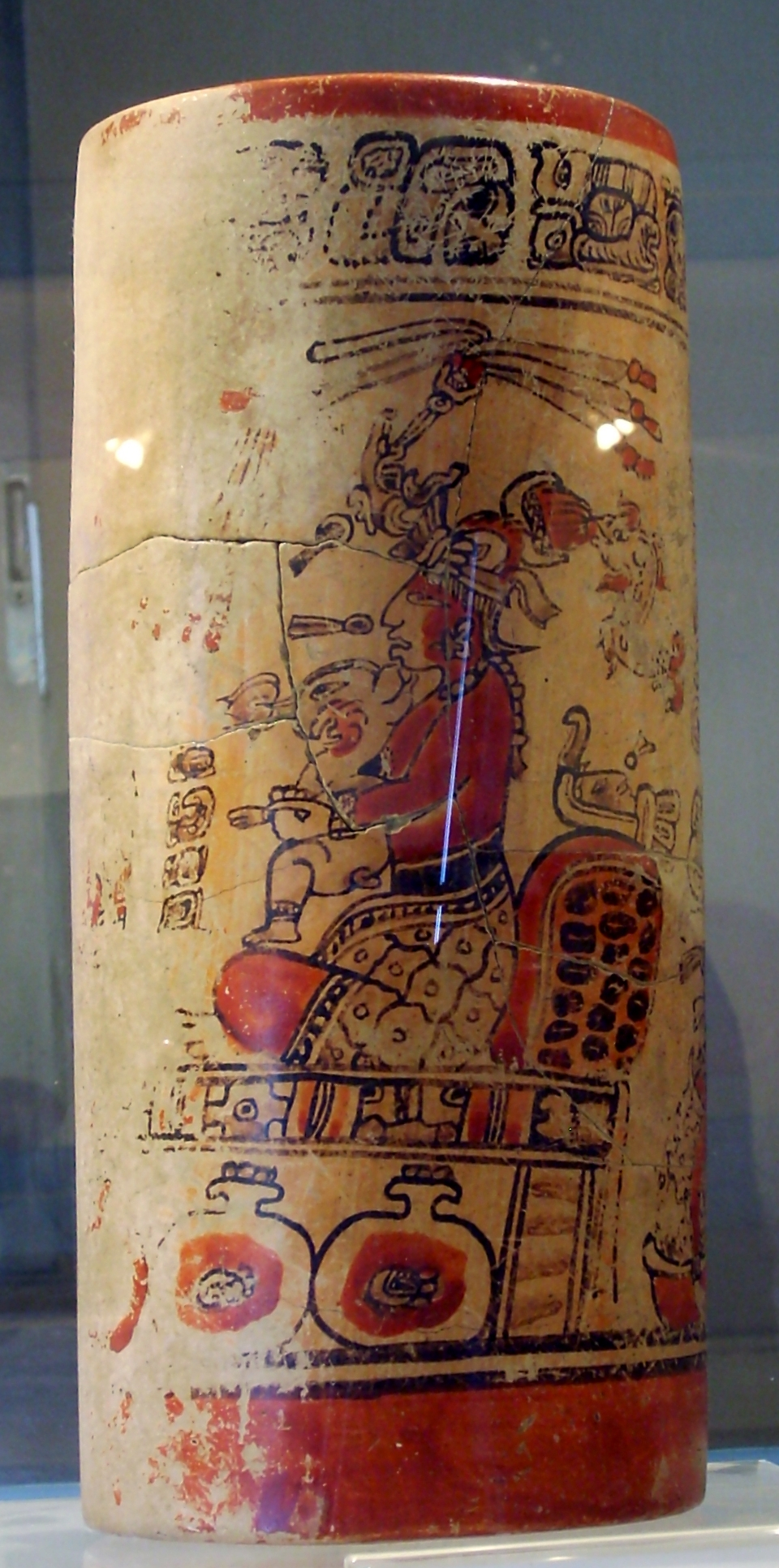
Vase peint de la période classique de Sacul au Guatemala

Les céramiques mayas sont des céramiques produites dans la culture maya précolombienne de la Méso-Amérique. Les récipients sont de couleurs et de tailles différentes et ont des usages variés. Les gobelets destinés à l'élite peuvent être peints de scènes très détaillées, tandis que les vaisselles utilitaires ne sont pas décorées ou le sont très sommairement. Les poteries de l'élite, généralement sous la forme de gobelets droits appelés « vases », utilisés pour boire, étaient placés dans les sépultures, ce qui a permis d'obtenir un certain nombre de vestiges en bon état. Le vase Princeton et le vase Fenton en sont des exemples.

## Utilisation

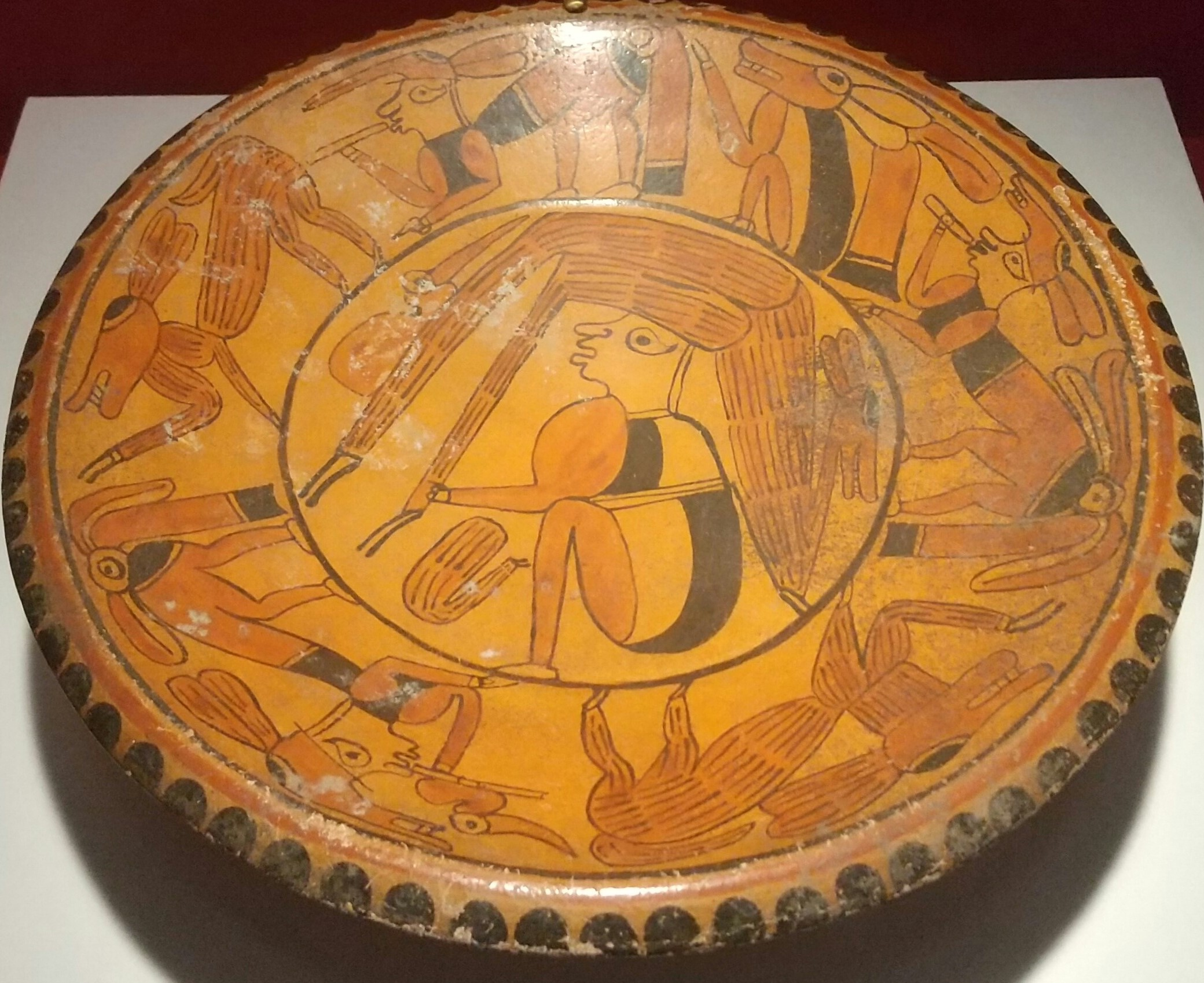
Assiette à trépied représentant une chasse au cerf, 600-700 ap. J-C.

Utilisées pour une multitude d'activités quotidiennes, telles que la conservation des aliments et des boissons, les céramiques  étaient également un canevas de commémoration. Trois grands types de céramiques sont utilisés dans la vie quotidienne : les bols, les assiettes et les cylindres. Elles étaient souvent monochromes, c'est-à-dire qu'un seul type d'engobe minéral était utilisé. La poterie polychrome n'était pas seulement utilisée comme décoration, mais aussi comme monnaie d'échange sociale - un signe physique du statut et de l'approbation d'autrui.
Au fil du temps, diverses caractéristiques ont été ajoutées à la céramique pour aller au-delà des besoins fondamentaux des récipients ; par exemple, des granulés ont été placées dans des bols plus grands pour servir non seulement à contenir de la nourriture, mais aussi à devenir des instruments utilisés lors des mêmes fêtes.
Des preuves archéologiques ont été trouvées qui suggère que les céramiques étaient utilisées à des fins industrielles. La découverte de cylindres en céramique très uniformes et d'outils utilisés pour la production de sel indique que les céramiques étaient utilisées pour produire en masse du sel à partir de la saumure.
Les études sur les céramiques mayas montrent que les élites contrôlaient certains aspects la politique de l'économie de subsistance, sur l'étendue de la centralisation économique et sur la manière dont elle renforce le pouvoir (C’est un débat courant dans l'archéologie des sociétés complexes).

## Typologie
Telle qu'elle est définie et utilisée par les archéologues du Sud-Ouest, une céramique est « un grand groupe de types de poterie qui a peu d'implications temporelles ou spatiales mais qui consiste en des types stylistiquement variés qui sont similaires sur le plan technologique et de la méthode de fabrication », et « une céramique définie est un assemblage de céramiques dans lequel tous les attributs de la composition de la pâte (à l'exception peut-être de la trempe) et de la finition de la surface restent constants. » En général, chaque système de classification et de terminologie de la poterie devient alors plutôt spécifique à un site archéologique particulier et/ou à une période donnée.
Un système de classification peut être utile d'un point de vue épistémologique : « Qu’indique un système céramique ? De toute évidence, cela signifie que les potiers du Petén postclassique ont reconnu et respecté un canon décoratif - un ensemble de règles pour la structure du style, la disposition et les couleurs. Les formes et les proportions des vases varient d'une céramique à l'autre et d'une colonie à l'autre, mais les principes qui structurent les types de décoration où et comment à appliquer, ont été strictement respectés dans au moins trois groupes de ressources de production, définis de façon minimale par des compositions des pâtes, dans toute la région des lacs (environ soixante-quinze kilomètres d'est en ouest) sur une période de trois cents ans. En outre, nous avons pu prédire avec succès les types de décorations que nous trouverions (ce qui serait autrement un processus de catégorisation) dans chaque groupe de céramiques. » Les critiques formulées à l'encontre d'un système de classification type-variété sont les suivantes : il laisse de côté une grande partie de la variabilité, il devrait être accompagné d'une analyse modale et son utilisation est limitée aux récipients.

### Système postclassique des lacs Petén
« Les poteries glissées et décorées postclassiques des sites de la région des lacs de Petén ont été fabriquée à partir de trois pâtes distinctes. Cela indique au moins trois nœuds de production de poterie postclassique de Petén, au moins un pour chaque pâte.... Ces céramiques en pâte ont été utilisées pour fabriquer les trois groupes de céramiques à pâte rouge les plus courants du Postclassique.... Les potiers de la région des lacs Petén avaient des idées assez uniformes et largement partagées sur ce qui constituait une décoration de poterie appropriée, indépendamment de leurs différentes ressources d'argile. »
- Vitzil Ware rouge-orange : carbonate grossier rouge-orange ; utilisé pour la fabrication de la céramique Augustine[9].
- Pâte à inclusions d'escargots : gris à brun limoneux avec inclusions d'escargots; utilisée pour la fabrication de la céramique Paxcamán[10].
- Crème Clemencia en pâte Ware: marneuse « blanche » ou crème ; utilisée pour la fabrication de la céramique Topoxté[11].

« Qu'ils soient peints ou incisés, les décors apparaissent en bandes sur la circonférence des parois intérieures des plats tripodes (Rice 1983, 1985, 1989). Les bandes sont définies en haut et en bas par plusieurs lignes et divisées en deux ou quatre panneaux par des lignes verticales ou des motifs simples qui peuvent également apparaître à l'intérieur des panneaux (voir Rice et Cecil 2009). Cette cohérence décorative structure la cohérence classificatoire des types et des variétés dans les groupes de céramiques glissés à travers les trois céramiques en pâte : monochrome, peinte en noir, peinte en rouge et incisée. »

### Style Chocholá

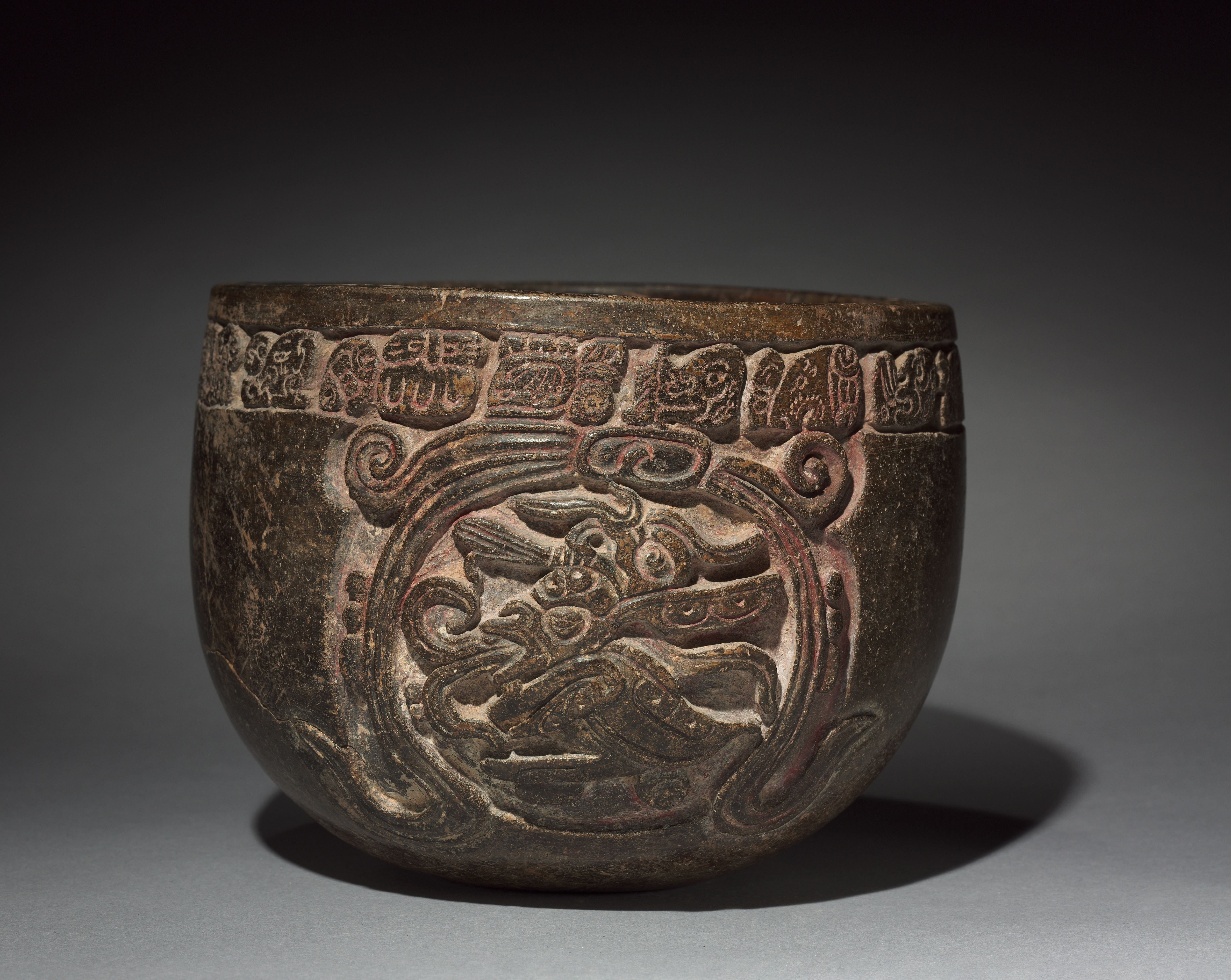
Une luciole, l'un des insectes les plus courants dans l'art maya, est sculptée sur les deux côtés de ce vase. Le texte sur le bord mentionne un jeune homme, ce qui suggère que ce récipient a été utilisé dans le cadre d'une cérémonie de rite de passage.

Nord du Yucatán ; comme elles ne proviennent pas directement de fouilles, elles sont souvent « étiquetés comme « sans provenance » et donc « inutilisables »... En 1973, le nom de Chocholá (ville de l'État mexicain du Yucatán) a été attribué pour la première fois aux bols et aux cylindres cireux et chocolatés qui, en raison de leurs surfaces sculptées uniques, se distinguent de la majorité des céramiques mayas anciennes. Coe a nommé ce style d'après un petit village situé à 30 kilomètres au sud-ouest de Mérida, près de l'agglomération plus importante de Maxcanu, dont on lui a dit que les céramiques étaient originaires.
« Sur un nombre significatif de pots Chocholá, les informations décoratives se limitent à des hiéroglyphes, soit la bande diagonale décrite ci-dessus, soit une combinaison plus élaborée de bandes diagonales de glyphes, de textes sur le bord, ou d'une seule grande date de la ronde calendaire. » Les Séquences Primaires Standard sont des textes qui apparaissent généralement comme un texte de bord sur de nombreux récipients en céramique provenant de toutes les régions des basses terres mayas. La SSP est une formule glyphique qui fait référence à la dédicace d'un récipient, à sa méthode d'ornementation, à sa classe, à son utilisation et à son contenu (boissons au cacao et gruaux de maïs), et parfois au propriétaire ou à l'artisan.

### Typologie de Monte Albán
Une classification des céramiques en fonction de la couleur et de la texture de la pâte est définie pour la première fois dans le Caso et al. 1967. Il est couramment utilisé le gris (gris, abrégé « G »), le crema (crème, abrégé « C »), le café (marron, abrégé « K ») et l'amarillo (jaune ou orange, abrégé « A »). « La plupart des types de céramique produits après la fondation, au Ve siècle av. J.-C. de Monte Albán, sont désignés par un code alphanumérique indiquant leur numéro de fabrication et leur type (par exemple, G.12, C.11, K.17, A.9). En revanche, les types de céramiques datant des phases antérieures à Monte Albán (200 et 600 apr. J.-C.) portent généralement des noms descriptifs (par exemple, Socorro Fine Gray, Atoyac Yellow-White). Bien que les archéologues d'Oaxaca n'attribuent pas formellement ces types aux quatre catégories de céramiques définies par le Caso et al. (1967), des pâtes grises, brunes et chamois/crème similaires ont été utilisées par les potiers antérieurs (Formatif moyen 250-600 apr. J.-C.), et plusieurs types antérieurs à Monte Albán étaient clairement « ancestraux » à des types particuliers de la séquence de Monte Albán (par exemple, Drennan, 1976 : 22 ; également Flannery et Marcus, 2005 : 473 ; 2015 : 115-116). »

#### Céramique à pâte crème

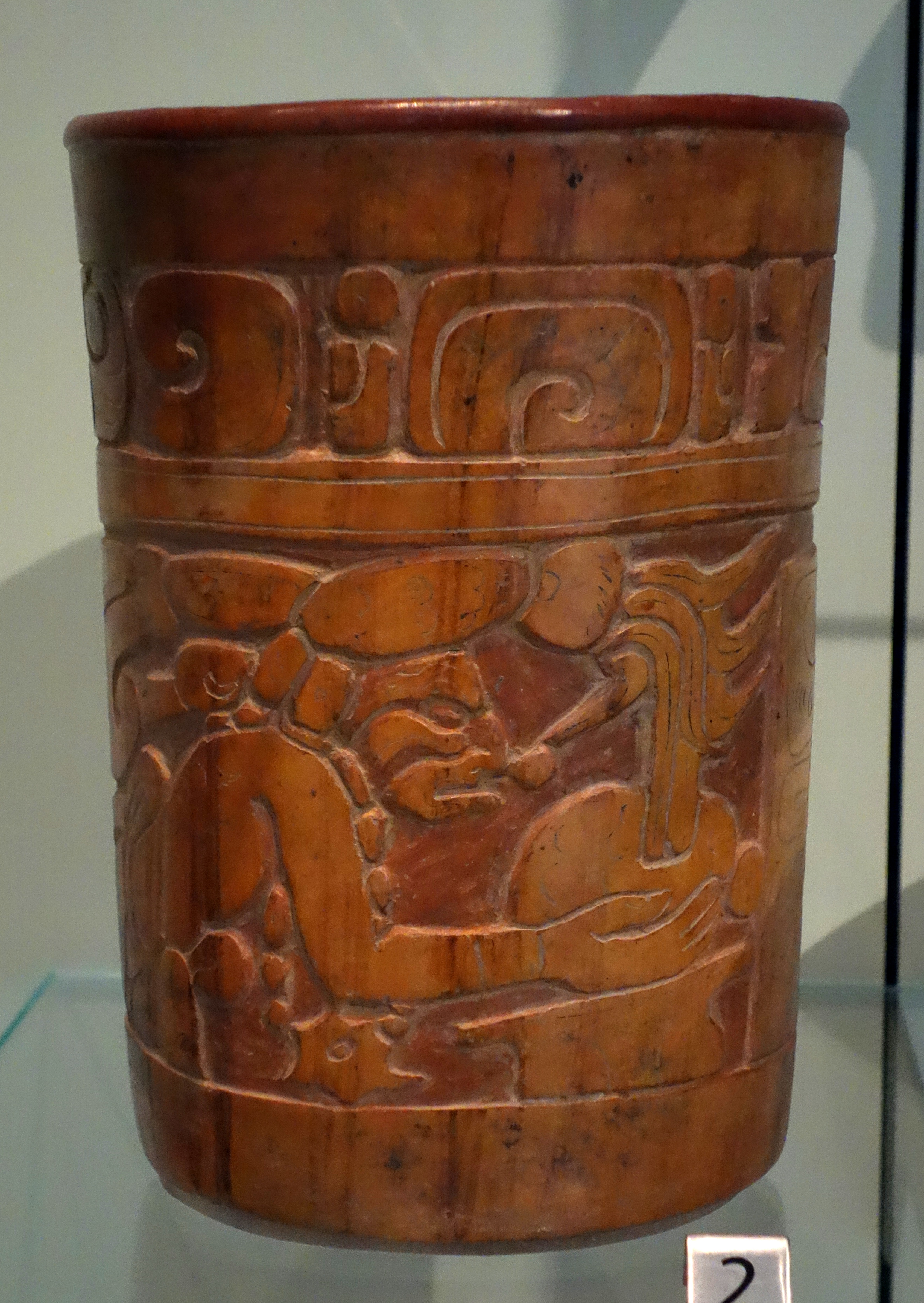
Vase en céramique à pâte crème portant le glyphe Smoking Xul, Maya, région d'Alta Verapaz, Guatemala, fin de la période classique, Musée royal de l'Ontario.

Les motifs pouvaient être incisés ou sculptés après la cuisson. « Pendant la phase Rosario et le début du MA I, les sites de production produisaient généralement à la fois des récipients « coûteux » et des récipients utilitaires. À la fin du MA I, la production de récipients coûteux était dominée par les potiers de la localité de Cacaotepec-Atzompa, au nord-ouest de Monte Albán, qui se spécialisaient dans la fabrication de vases élaborés en céramiques à pâte crème, tandis que les autres communautés produisaient principalement (mais pas exclusivement) de la vaisselle utilitaire. Nous pensons que ces modèles reflètent les efforts des souverains de Monte Albán pour contrôler la production et la distribution de la poterie d'élite, en particulier des céramiques à pâte crème». « De nombreux autres sites où l'on a trouvé des poteries à pâte crème ont été mis en relation avec Monte Albán, car ces céramiques n'ont été produites qu'à partir de sources d'argile situées à proximité de l'ancienne cité» La répartition de la céramique à pâte crème, combinée à d'autres preuves archéologiques, suggère « les efforts des dirigeants de Monte Albán pour contrôler, peut-être en raison du commerce, les vallées situées entre la vallée d'Oaxaca et la côte. »

### Articles en ardoise
Ce style est caractérisé par une finition de surface cireuse et lustrée, du classique tardif au postclassique précoce dans le nord-ouest de la péninsule du Yucatan. C’est l’une des traditions céramiques les plus sophistiquées du Yucatan septentrional et englobe une multitude de produits d'élite.

### Articles Gralisa
C’est « Une poterie rouge distincte, incisée et peinte au graphite, connue uniquement à Bajos de Chila et sur quatre autres sites de la côte centrale d'Oaxaca au Sud-Ouest du Mexique. » Leur grande abondance et leur variété à Bajos de Chila ainsi que sur les hauts plateaux du Guatemala suggère que l'influence maya a été forte et que le commerce dans cette région fut sans doute très important mais les fouilles limitées sur la côte d'Oaxaca n'ont pas permis d'étayer cette thèse.

### Chocolatières
Les récipients à bec verseur Mayas du Préclassique moyen (1000-400 av. J.-C.) et du Préclassique tardif (400 av. J.-C. à 250 apr. J.-C.) sont traditionnellement appelés « pots à chocolat », mais il n'y a pas de preuve directe de leur utilisation en association avec le cacao jusqu'à une date récente.

### Styles uniques
Parmi les céramiques mayas, celles qui sont estampées ou moulées sont généralement rares.

## Décoration
La vaisselle utilitaire des gens du peuple est orné généralement de décor simple reflétant son utilisation. Les vases du palais étaient décorés par des formes sculptées de style plus élaboré ou des peintures polychromes hautement qualifiées avec des hiéroglyphes mentionnant leur fonction, le commanditaire et, rarement, la signature de l'artiste. Par exemple, les bols cylindriques utilisés pour les boissons à base de cacao étaient souvent ornés de l'espèce végétale Q. guatemalteca, car cette fleur était utilisée pour rehausser la saveur de la boisson à base de cacao. Les motifs représentent souvent des rituels, des figures surnaturelles ou des pratiques quotidiennes. Les souverains étaient souvent représentés à côté de divinités et montraient qu'ils étaient égaux, ou presque, en termes de pouvoir et de statut. D'autres céramiques servaient plutôt à raconter des histoires, avec des glyphes de l'écriture maya qui servaient probablement de guides pour des chants ou d'autres textes rituels.
Pour de nombreux potiers, la décoration et l'imagerie étaient plus importantes que la structure de chaque récipient. Les vases et les assiettes cylindriques étaient populaires parce qu'ils maximisaient la surface pour raconter des histoires par le biais de l'imagerie sur chaque pièce. Les représentations picturales ont davantage évolué que les formes. Alors que la complexité de la peinture augmentait, les formes des récipients restaient relativement simples. Les différentes régions de la Méso-Amérique présentaient également des schémas de couleurs différents en fonction de la région. À Holmul, la palette de couleurs était composée de rouges et d'oranges sur fond blanc. Les fonds noirs indiquent souvent la présence de forces surnaturelles dans la scène évoquée ou la représentation du monde souterrain en raison de la couleur sombre utilisée. Les différentes régions présentaient également une variété de symboles régionaux représentés sur les poteries. À Tikal, le danseur de Tikal représente le jeune dieu du maïs, souvent représenté avec les bras écartés et une jambe pliée, et a été vu sur quatre-vingt-deux assiettes compilées,,. Le dieu du maïs était extrêmement important pour la culture maya, car il symbolisait non seulement la principale ressource des Mayas, mais aussi la renaissance. Dans le Popol Vuh, le dieu du maïs est représenté de manière cyclique afin que les Mayas comprennent le cycle de la vie humaine. Le fait de placer une figure importante de la culture maya sur des pièces de poterie confère une plus grande importance à la poterie elle-même et à sa fonction. Le danseur de Holmul, bien que similaire au danseur de Tikal par sa position, représente un homme dansant avec un petit nain ou un bossu sur le côté et a été vu sur quarante-cinq récipients compilés,. Bien que la décoration ait eu une plus grande importance, la structure a toujours été prise en compte. Des pièces spécifiques présentaient souvent d'autres caractéristiques telles que des pieds de crécelle, des cylindres creux situés au fond de l'assiette contenant une balle à l'intérieur. Les pieds de la crécelle étaient souvent utilisés à des fins de musique rituelles, car lorsqu'on les secoue, elles cliquettent. Les pièces d'un diamètre supérieur à 0,3 m étaient souvent utilisées pour les fêtes cérémonielles et celles d'un diamètre inférieur, souvent des jarres, étaient utilisées pour le stockage.

## La céramique dans la société
Les céramiques mayas sont fabriquées à partir de deux types de matériaux principaux liés à leur structure sociale, le calcaire et les cendres volcaniques. La plupart des terres entourant les Mayas étaient constituées de calcaire, d'où provient la calcite. Ces récipients étaient principalement fabriqués pour faire des cadeaux pour conclure des alliances locales. On les retrouve dans une zone plus localisée. En revanche, les récipients fabriqués à partir de cendres volcaniques sont plus répandus, car on pense qu'ils étaient offerts par la classe supérieure pour conclure de très grandes alliances, par l'intermédiaire des systèmes commerciaux mayas.
Bien que les Mayas soient connus pour la création d'une multitude d'œuvres d'art, ils sont surtout connus pour leurs poteries. Les Mayas exécutaient leurs rituels de sacrifice en les accompagnant de tons mélodiques parce que ces rituels étaient une façon de prier pour la pluie. Le sang versé par les captifs de guerre était une forme de demande à leurs dieux pour la pluie et l'agriculture, puisque ces deux éléments sont liés, avec la pluie, les Mayas pouvaient développer leur agriculture.
La céramique joue un rôle important dans la société durant la période classique maya, lorsque l'élite maya l'utilisait non seulement pour offrir des cadeaux aux dignitaires étrangers, mais aussi lors des festins de la période classique. Des poteries spéciales étaient fabriquées pour les tombes des nobles. N'importe qui ne pouvait pas fabriquer ces poteries, car il était très important de connaître l'histoire et la mythologie mayas, entre autres. Sur ces céramiques, des scènes complexes étaient représentées, illustrant la vie de palais de l'élite. Les scènes décoratives devaient représenter l'élite, car elle était le principal client et souhaitait avoir des œuvres d'art à son effigie. Sur chaque pièce de céramique, près du bord, son contenu était indiqué, un type de boisson pour un vase ou de la nourriture pour une assiette, puis le nom de la personne à qui elle appartenait était inscrit. Le bord peut également comporter des étiquettes de têtes de Sauriens qui peuvent indiquer un lieu spécifique où la pièce a été fabriquée ou où la scène sur la pièce s'est déroulée. Comme ces céramiques étaient échangées et données en cadeau, beaucoup d'entre elles se sont retrouvées dans des environnements différents. À Teotihuacan, de nombreuses céramiques de Tikal ont été trouvées parce qu'elles ont été échangées par des marchands itinérants entre différentes villes de Méso-Amérique. Les spécialistes s'intéressent principalement à l'écriture, aux dessins et aux hiéroglyphes, car ils sont différents selon les peuples et les cultures qui les ont fabriqués. Pour ce qui est de l'usage quotidien, on fabriquait des objets plus simples, généralement d'une seule couleur, qui étaient produits en grandes quantités pour le grand public. La poterie maya n'est que faiblement corrélée aux niveaux socio-économiques de la société en raison de la valeur que la culture accordait à la céramique. Ce n'est pas dans la poterie que les Mayas marquaient leur statut dans les rituels.

## Économie
Dans l'Oaxaca postclassique, il existe des preuves de l'existence d'une importante production locale et d'un commerce de céramiques indépendant des marchés de la capitale impériale de la région, Tututepec.

## Techniques de fabrication

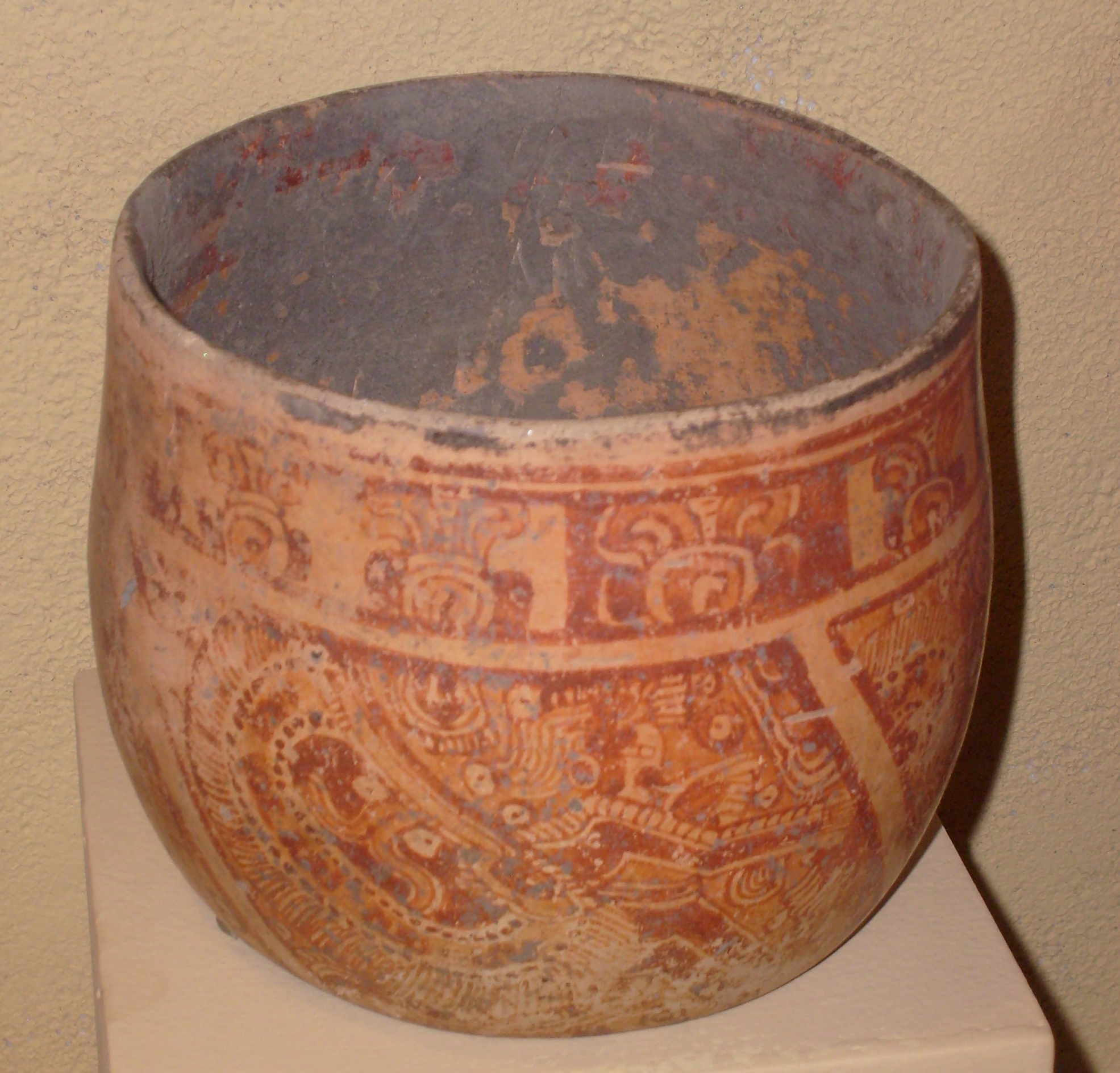
Vase maya représentant un noble costumé ; offrande funéraire. Fin de la période classique (600-900 apr. J.-C.). Copán, Honduras.

Les Mayas disposaient de techniques spécifiques pour créer, graver, peindre et concevoir des poteries. Pour commencer à créer un récipient en céramique, les Mayas devaient trouver les ressources appropriées pour l'argile et la trempe. Aujourd'hui, les Mayas indigènes, qui vivent au Guatemala, au Belize et dans le sud du Mexique, créent toujours de magnifiques céramiques. Prudence M. Rice présente ce que les Mayas guatémaltèques actuels utilisent comme argile. Les hautes terres du Guatemala ont une histoire géologique riche, principalement composée d'un passé volcanique. La roche métamorphique et ignée, ainsi que le sable et les cendres des zones de pierre ponce, offrent de nombreux types de trempe. Dans la région, il existe toute une gamme d'argiles qui créent des couleurs et des résistances variées lorsqu'elles sont cuites. Les Mayas d'aujourd'hui trouvent leurs argiles dans les réseaux fluviaux exposés des vallées des hautes terres. On suppose que les anciens peuples obtenaient leur argile par la même méthode. En raison des similitudes climatiques au cours des derniers millénaires, il est probable que ces mêmes gisements ou des gisements similaires aient été utilisés dans les premiers temps.
Une fois l'argile et la trempe rassemblées, la création de la poterie commençait. Le fabricant prenait l'argile et la mélangeait avec la trempe (les morceaux de roche, les cendres ou le sable). La trempe sert à renforcer la poterie. Une fois qu'elle avait atteint la consistance voulue, la forme de la pièce était créée.
Aucun tour de potier n'a été utilisé pour créer cette poterie. Au lieu de cela, ils ont utilisé les techniques du serpentin et de la plaque. La méthode du serpentin consistait très probablement à former de longs morceaux d'argile enroulés dans un récipient. Les rouleaux étaient ensuite lissés ensemble pour créer les parois. La méthode de la dalle utilisait des plaques d'argile carrées pour créer des boîtes ou des types d'ajouts tels que des pieds ou des couvercles pour les récipients. Une fois que le pot avait pris la forme voulue, il était mis à sécher jusqu'à ce qu'il soit dur comme du cuir. Ensuite, le pot était peint, inscrit ou glissé. La dernière étape était la cuisson du récipient. Des fours étaient utilisés pour cuire les récipients, et ils se trouvaient généralement à l'extérieur, en plein air. Contrairement à de nombreux fours modernes, ils étaient alimentés par du bois, du charbon de bois ou même de l'herbe.
Comme les Grecs de l'Antiquité, les Mayas créaient des engobes à partir d'un mélange d'argile et de minéraux. Les engobes étaient ensuite utilisés pour décorer les poteries. Au IVe siècle, une large gamme de couleurs, dont le jaune, le violet, le rouge et l'orange, était fabriquée. Cependant, certains peintres mayas s'abstenaient d'utiliser de nombreuses couleurs et n'utilisaient que le noir, le rouge et parfois la crème. Cette série de céramiques est appelée le « style Codex », car elle s'apparente au style des livres précolombiens.
À partir du Ve siècle, le stuc post-cuisson est adopté à Teotihuacan. En préparant une fine chaux vive, les Mayas ajoutaient des pigments minéraux qui se dissolvaient et créaient de riches bleus et verts qui enrichissaient leur culture artistique. À l'origine, le bleu maya si connu était utilisé à des fins rituelles à l'époque précolombienne, en combinant l'indigo, le copal et la palygorskite pour les brûler sous forme d'encens, ce qui a laissé une teinte bleue utilisée pour de nombreux autres types d'art plus tard dans l'histoire des Mayas. Cette technique de stuc post-incendie était souvent mélangée à la peinture et à l'incision. L'incision consiste à graver profondément ou légèrement l'argile partiellement séchée pour créer de fins motifs détaillés. Cette technique était surtout populaire au début de la période classique.

## Chronologie du développement

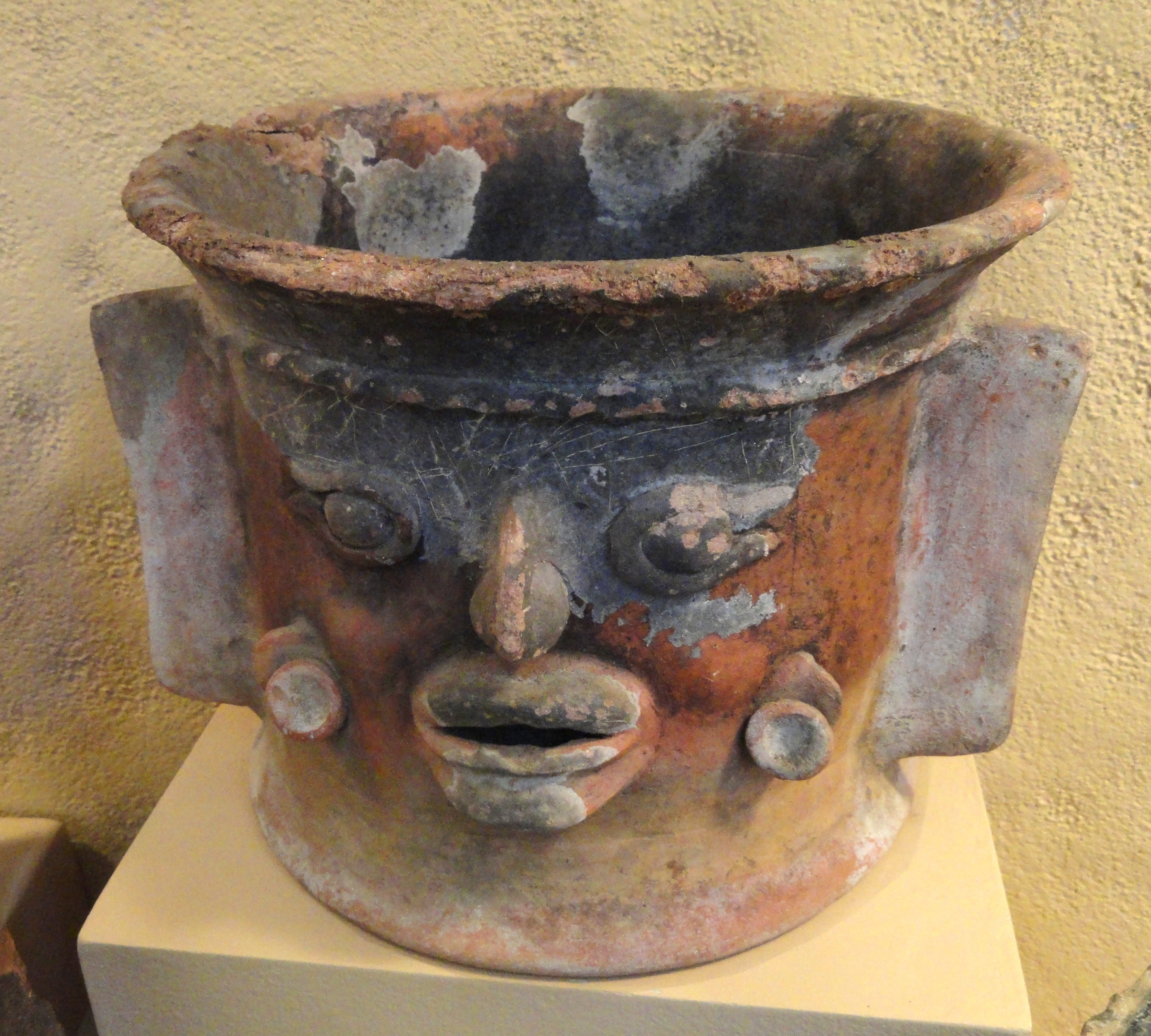
Brûleur d'encens avec face et rebords latéraux, Maya classique, haut plateau du Guatemala, Musée de l'homme de San Diego.

Les Mayas étaient un peuple diversifié dont la culture s'est développée au fil des siècles. Leur poterie s'est développée en même temps que leur culture. Les archéologues ont découvert des phases de similitude entre les types de céramiques, et ces phases coïncident avec la chronologie maya.
Préclassique moyen (900/800-250 av. J.-C.) et Préclassique tardif (250 av. J.-C. - 250 apr. J.-C.). Les premières céramiques mayas sont issues d'un passé qui a commencé des années avant que les Mayas ne forment une culture. À l'origine, les premiers Mayas utilisaient des calebasses taillées dans des formes utiles pour créer des récipients destinés à transporter des liquides et des aliments. Ces vases portables et durables constituaient d'excellents récipients. Les premières céramiques ressemblaient beaucoup à des calebasses et nombre d'entre elles étaient décorées à l'aide de tampons à bascule et de simples engobes. Au cours de la période du Préclassique tardif, de nombreuses céramiques prirent l'apparence de supports de mammifères tétrapodes. Ces supports étaient constitués de quatre pattes placées sous le pot pour le maintenir en place. Les tétrapodes sont relativement rares dans les basses terres mayas, même dans le Peten où ils ont été décrits pour la première fois. Des rayures crème sur rouge caractéristiques colorent ces récipients uniques.
La poterie du début du classicisme maya date de 250 à 550 apr. J.-C. Les Mayas ont rapidement commencé à utiliser des engobes polychromes, c'est-à-dire qu'ils utilisaient plusieurs couleurs différentes pour décorer les pots. Cette méthode de décoration est devenue presque homogène pour les potiers mayas, marquant ainsi le début de la période classique. Tout au long de cette période, la poterie maya présente peu de comparaisons entre ses assemblages. La poterie polychrome était un article de luxe peu accessible à la population générale. La plupart des céramiques du début de la période classique étaient monochromes. Les polychromes figuratifs étaient la prérogative d'une élite, probablement produits par et pour d'autres élites. La période classique Mayas a fourni de belles céramiques sous de nombreuses formes. Le bol à rebord basal à couvercle était un nouveau style de poterie à ajouter au répertoire déjà grandissant. Ce type de récipient est généralement surmonté une poignée en forme de tête d'animal ou d'homme, tandis que le corps peint de l'animal ou de l'homme s'étend sur toute la surface du pot. Nombre de ces pots sont également dotés de supports mammiformes, ou de jambes. Ces vases uniques sont généralement trouvés en très bon état, signalant une fonction rituelle. La raison pour laquelle beaucoup sont bien conservés est leur utilisation fréquente en tant qu'objets funéraires. En tant que tels, ils sont souvent la cible des pilleurs qui creusent de profondes tranchées à travers de nombreux bâtiments mayas à la recherche d'un vase commercialisable.

## Exemples de délais

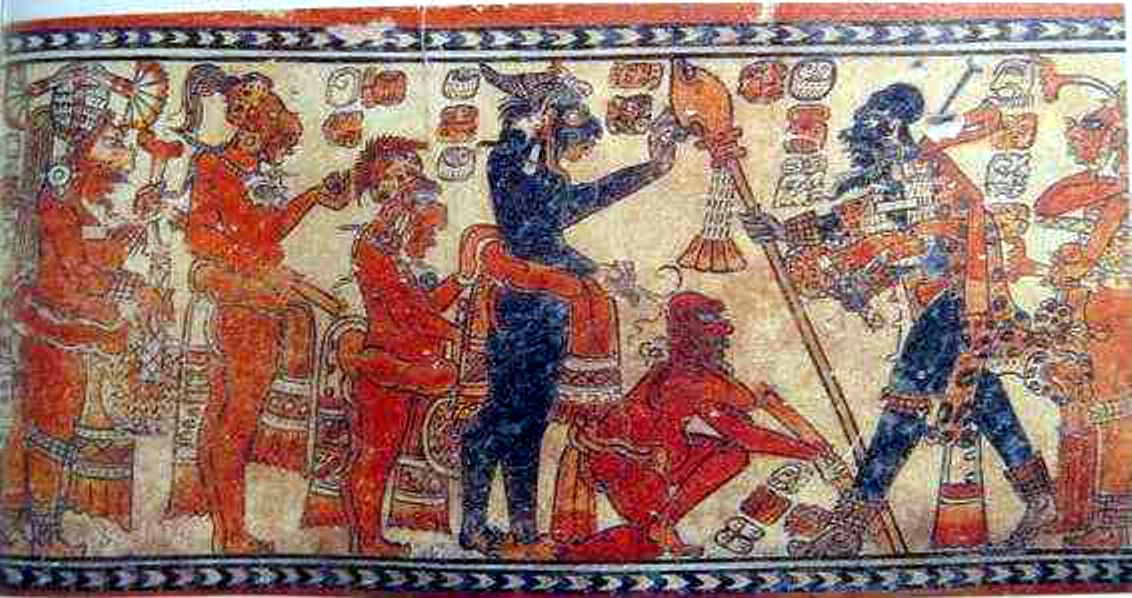
Vase de style Chama.

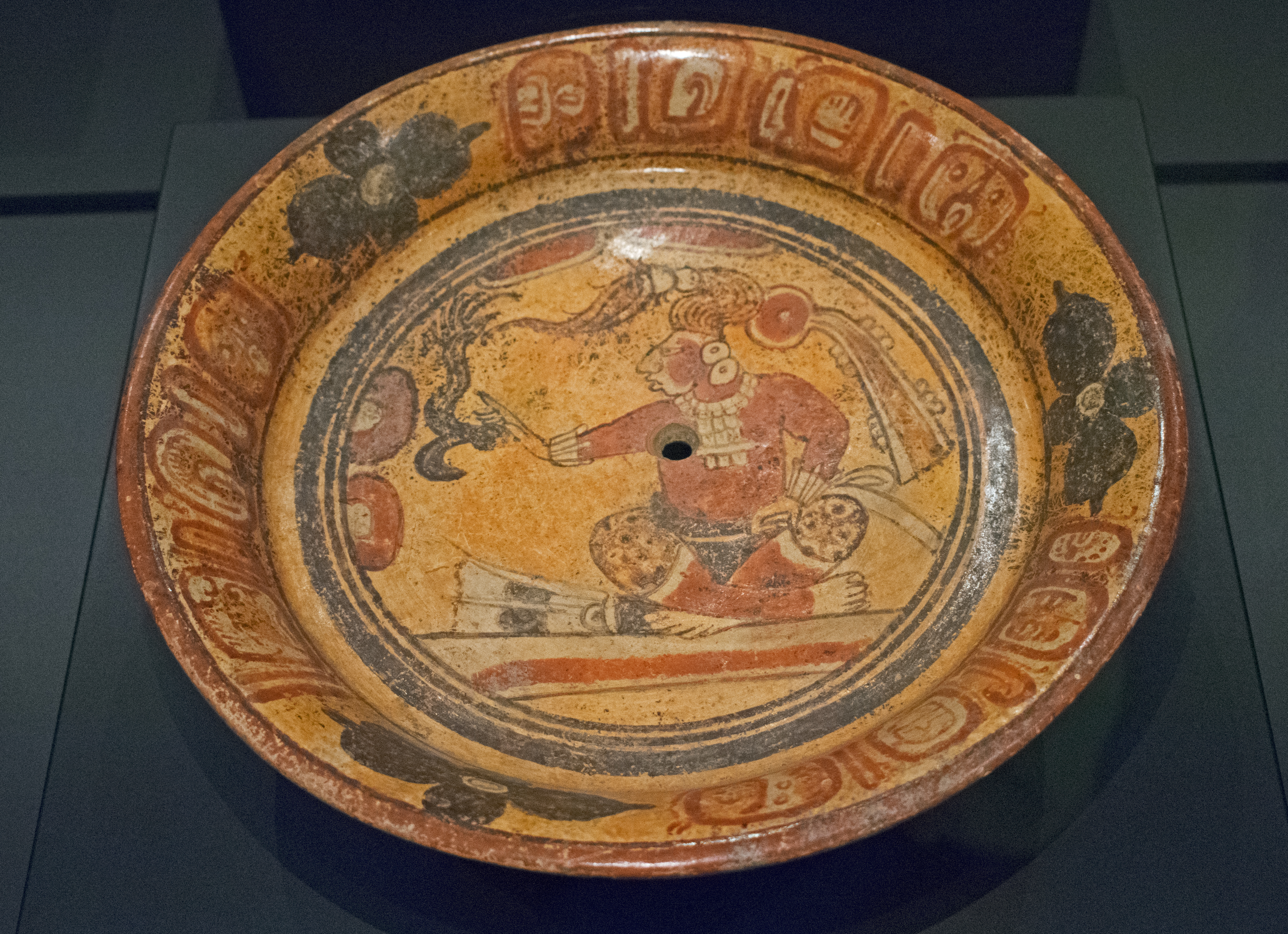
Assiette à trépied représentant un seigneur assis sur un trône. Fondacion La Ruta Maya, période classique (250 à 900 apr. J.C.).

Il n'existe pas de calendrier « standard » pour les céramiques mayas. Le calendrier et le contenu varient considérablement d'un site à l'autre. Le premier tableau ci-dessous énumère les complexes céramiques d'Uaxactun (1955, modifié, 2000) et ne s'applique pas nécessairement à d'autres sites.
| Période              | Sphère en céramique | Date approximative          |
| Terminal Classique   | Tepeu III           | 850 apr. J.-C.- ?           |
| Classique tardif     | Tepeu II            | 700-850 apr. J.-C.          |
| Classique ancien     | Tepeu I             | 550-700 apr. J.-C.          |
| Préclassique précoce | Tsakol              | 250-550 apr. J.-C.          |
| Préclassique tardif  | Chicanelle          | 350 Av. JC - 250 apr. J.-C. |
| Préclassique moyen   | Mamon               | 600-350 av. J.C.            |

Version d'un calendrier de céramiques mayas, adapté d'un livret touristique pour Chichen Itza, 1984, basé sur le travail de Valliant de 1927, et modifié d'après le travail de Smith à Uaxactun en 1955. Il s'agit d'un mélange de phases, de types et de technologies, qui n'a donc aucune valeur indicative.
| Période                            | Type de céramique            | Date approximative |
| Poterie rouge                      | Période mexicaine Absorption | 1200-1540 apr. J.-C. |
| maya-toltèque ou Période mexicaine | Orange fine                  | 975-1200 apr. J.-C. |
| Interrègne ou De transition        | plombier                     | 925-975 apr. J.-C. |
| Classique                          | Tzakol et Tepeu              | Effondrement 800-925 apr. J.-C. Épanouissement 625-800 apr. J.-C. Précoce 325-625 apr. J.-C. Classique 325-925 apr. J.-C. |
| Formatif ou Préclassique           | Mamome et Chicanelle         | 500 Av. J.C. - 326 apr. J.-C                                                                                              |